# 景暘
景暘（1476年—1524年），字伯時，號前溪，直隶儀真縣（今江蘇仪征）人，明朝政治人物、榜眼及第。

## 生平
弘治十一年（1498年）鄉試中舉。正德三年（1508年）會試第三十四名，殿試第二名，授翰林院編修。此後出任北京國子監司業，因梁儲舉薦，擔任左春坊左中允，官至南京國子監司業。其善於書法，與同鄉蒋山卿、赵鹤、朱应登并称“江北四子”。正德十二年（1517年）因母喪丁憂致仕。嘉靖二年（1523年）除服后返京途中得病去世。生前著有《前溪集》十四卷。

## 著作
《前溪集》十四卷。

## 家族
曾祖景福一。祖景成。父景宣，布政司照磨。母陆氏。慈侍下，弟暉、曜、曙。